# 郵便事業滋賀ターミナル支店
郵便事業滋賀ターミナル支店（ゆうびんじぎょう しがターミナルしてん、滋賀TM支店）は郵便事業株式会社の一支店。ゆうパックの地域区分拠点の一つで、滋賀県野洲市に所在していた。
同住所にある、日本通運滋賀ターミナル支店の敷地・建物のほぼ半分を買い取る形で、2010年（平成22年）7月1日に新設された。
滋賀県の全域と京都府京都市左京区の久多（郵便番号の上2桁が52地域）のゆうパックの地域区分を担当していた。それまでは、郵便事業大津支店がゆうパックの地域区分を行っていた。
2011年8月28日に廃止された。